# Gerhard Huisken
Gerhard Huisken (nacido en Hamburgo el 20 de mayo de 1958) es un matemático alemán.

## Vida profesional
Después de terminar la escuela secundaria en 1977, Huisken inició sus estudios de matemáticas en la Universidad de Heidelberg. En 1982, un año después de su diplomatera, completó su doctorado en la Universidad de Heidelberg. El tema de su disertación fueron ecuaciones diferenciales parciales no lineales (Reguläre Kapillarflächen in negativen Gravitationsfeldern).
De 1983 a 1984, Huisken fue investigador en el Centro de Análisis Matemático de la Universidad Nacional de Australia (ANU) en Canberra. Allí, recurrió a la geometría diferencial, en particular los problemas de los flujos de curvatura medios y las aplicaciones en la relatividad general. En 1985, regresó a la Universidad de Heidelberg, obteniendo su habilitación en 1986. Después de algún tiempo como profesor visitante en la Universidad de California, San Diego, regresó a ANU de 1986 a 1992, primero como profesor, luego como Lector. En 1991, fue profesor visitante en la Universidad de Stanford. De 1992 a 2002, Huisken fue profesor titular en el Universidad de Tübingen, que se desempeñó como decano de la facultad de matemáticas de 1996 a 1998. De 1999 a 2000, fue profesor visitante en la Universidad de Princeton.
En 2002, Huisken se convirtió en director del Instituto Max Planck de Física Gravitacional (Instituto Albert Einstein) en Potsdam y, al mismo tiempo, profesor honorario en la Universidad Libre de Berlín. En abril de 2013, ocupó el cargo de director en el Instituto de Investigación Matemática de Oberwolfach, junto con una cátedra en la Universidad de Tubinga. Sigue siendo un miembro científico externo del Instituto Max Planck de Física Gravitacional.
Entre los estudiantes de doctorado de Huisken estaba Simon Brendle.

## Investigaciones
El trabajo de Huisken está en la intersección del análisis, la geometría y la física. Numerosos fenómenos en física matemática y geometría se relacionan con curvas, superficies y espacios. En particular, Huisken ha trabajado en la deformación de las superficies a lo largo del tiempo, en situaciones donde las reglas de deformación están determinadas por la geometría de esas superficies. Por ejemplo, la fórmula de monotonicidad de Huisken es una herramienta importante en el análisis del flujo de curvatura promedio.
Gerhard Huisken ha hecho importantes contribuciones a la relatividad general. En 1997, junto con Tom Ilmanen (ETH Zúrich), pudo demostrar la conjetura de Penrose para los agujeros negros en el caso de una variedad tridimensional riemanniana con curvatura escalar positiva, en presencia de un único agujero negro.
1998 fue orador invitado en el Congreso Internacional de Matemáticos en Berlín: Evolución de hipersuperficies por su curvatura en Manifolds Riemannianos.

## Honores y premios
Huisken es un miembro de la Academia de Ciencias y Humanidades de Heidelberg, de la Academia de Berlín-Brandeburgo de Ciencias y Humanidades, de la Academia de Ciencias Leopoldina, y la Sociedad Americana de Matemáticas.
- 1991: Medalla de la Sociedad Matemática Australiana
- 2002: Gauss Lecture de la Sociedad Matemática Alemana
- 2003: Premio Gottfried Wilhelm Leibniz

## Publicaciones
- Flow by mean curvature of convex surfaces into spheres, J. Differential Geom. 20 (1984), no. 1, 237–266.
- Contracting convex hypersurfaces in Riemannian manifolds by their mean curvature, Invent. Math. 84 (1986), no. 3, 463–480.
- con K. Ecker: Mean curvature evolution of entire graphs, Ann. of Math. (2) 130 (1989), no. 3, 453–471.
- Asymptotic behavior for singularities of the mean curvature flow, J. Differential Geom. 31 (1990), no. 1, 285–299.
- con K. Ecker: Interior estimates for hypersurfaces moving by mean curvature, Invent. Math. 105 (1991), no. 3, 547–569.
- con S. T. Yau: Definition of center of mass for isolated physical systems and unique foliations by stable spheres with constant mean curvature, Invent. Math. 124 (1996), no. 1–3, 281–311.
- con C. Sinestrari: Convexity estimates for mean curvature flow and singularities of mean convex surfaces, Acta Math. 183 (1999), no. 1, 45–70
- con T. Ilmanen: The inverse mean curvature flow and the Riemannian Penrose inequality, J. Differential Geom. 59 (2001), no. 3, 353–437.
- con C. Sinestrari: Mean curvature flow with surgeries of two-convex hypersurfaces, Invent. Math. 175 (2009), no. 1, 137–221.
- Evolution Equations in Geometry, in Engquist, Schmid (Ed.) Mathematics Unlimited – 2001 and beyond, Springer 2001